# 张起南

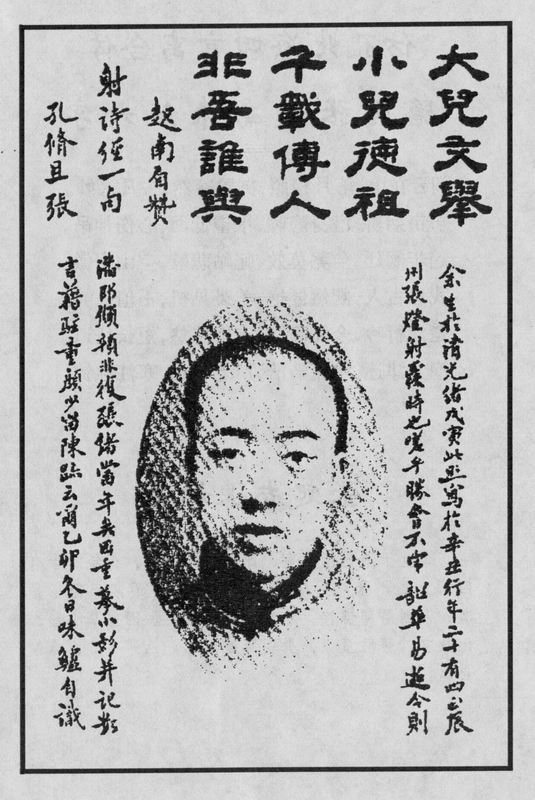
张起南照片及题赞

张起南（1878年—1925年），字味鲈，号橐园，福建永定人，中国灯谜界人士。

## 生平
张起南生于清朝光绪四年（1878年），为政治人物张日焜之子。10岁便能独自猜射灯谜。16岁中秀才。后来，受维新派思想影响，不参加科举考试，博览中外图书。20岁，任辰州中学校长，在校任职期间，倡导“灯谜”活动，创办了“蓬莱灯社”，创作了许多谜语，推动了湖南的灯谜活动。
中华民国成立后，张起南随胞兄张超南迁居北京。在北京期间，张起南联合高阆仙、刘春霖、樊增祥等等谜友，成立了“射虎社”，该社有社员300多人，专门研究“谜学”，创作新谜语。其时南、北两派谜宗中，张起南是南宗流派的首领。民国4年（1915年），张起南辑录了自己创作和收集的3000多条谜语，在北京出版了《橐园春灯话》2卷、《橐园春灯录》2卷，并且在书中探讨了“谜学”理论。民国11年（1922年），张起南迁居湖南衡阳，继续出版《续橐园春灯话》2卷，并同广东顺德人黎国廉合编《张黎春灯合选录》8卷。张起南一生制谜超过一万则，被誉为“谜圣”、“谜语大师”。
民国14年（1925年），张起南在湖南衡阳病逝。